# Andreas Gal

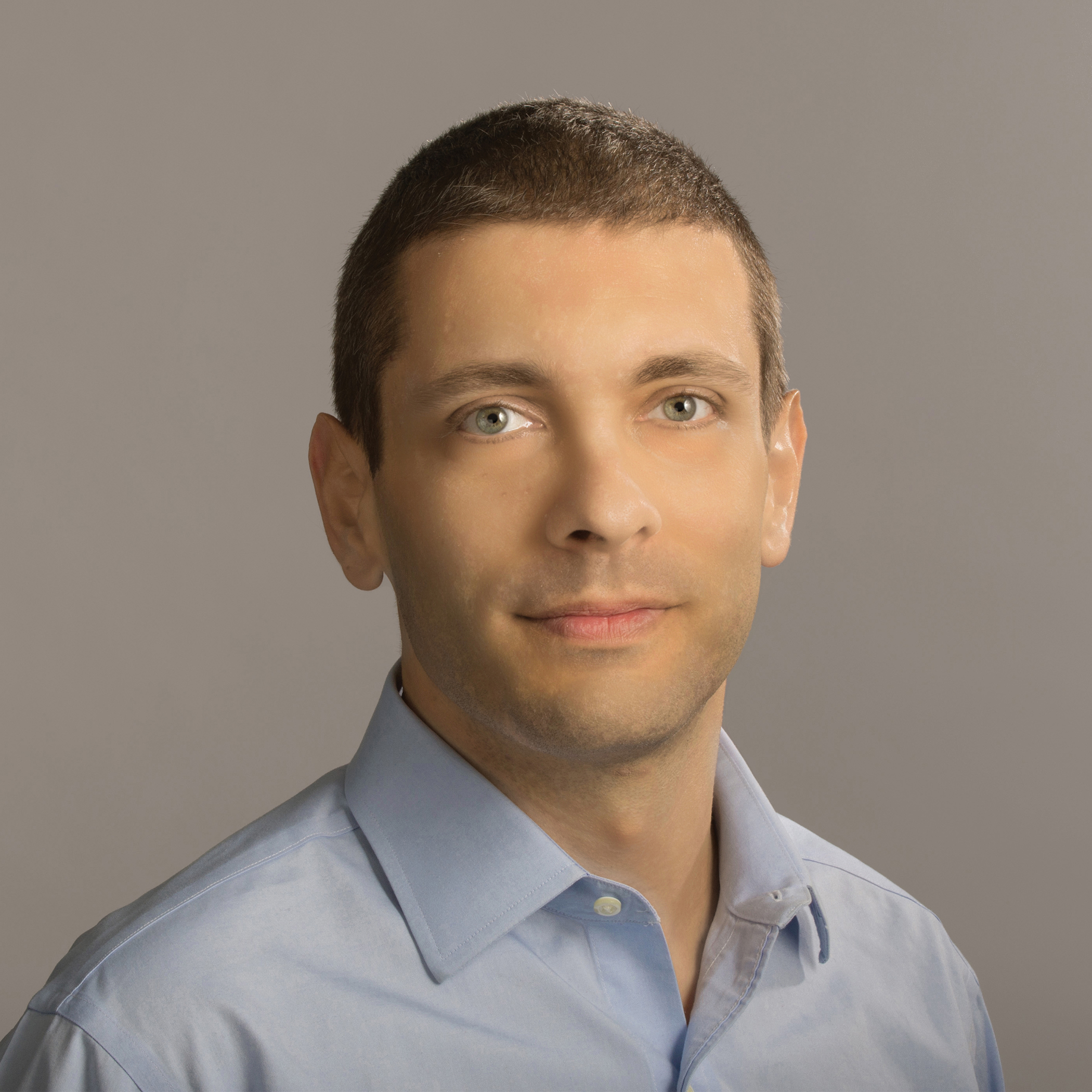
Pressefoto

Andreas Gal (* 1976 in Szeged) ist ein ungarisch-deutscher Informatiker und ehemaliger führender Mitarbeiter von Mozilla. 

## Leben
Er wurde in Szeged geboren und wuchs in Lübeck auf.
Während seines Studiums an der Otto-von-Guericke-Universität Magdeburg war er maßgeblich an der Entwicklung von AspectC++, einer aspektorientierten Erweiterung von C++, beteiligt. Anschließend erwarb er einen Doktortitel an der University of California, Irvine.
Seit 2008 arbeitete er bei Mozilla, wo er TraceMonkey, den ersten JavaScript-Just-in-time-Compiler entwickelte. Später, als Forschungsdirektor von Mozilla, begann er die Projekte PDF.js und Boot2Gecko, woraus später Firefox OS hervorging.
Von März 2014 bis Juni 2015 war er als Nachfolger von Brendan Eich CTO bei Mozilla. Danach wechselte er zu einem Startup.